# Nowa Dolina (Egipt)

Lokalizacja muhafazy

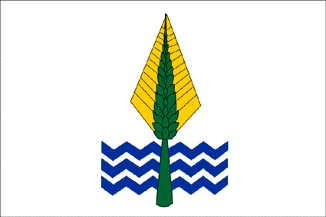
Flaga muhafazy

Nowa Dolina (arab. محافظة الوادي الجديد, wym. egip. [moˈħɑfzet elˈwæːdi lɡeˈdiːd]) – prowincja gubernatorska (muhafaza) w Egipcie, w południowo-zachodniej części kraju. Zajmuje powierzchnię 440 098 km² i jest to największa muhafaza Egiptu, jednak tereny zamieszkane zajmują tylko 1082 km². Stolicą administracyjną jest Charga.
Według spisu powszechnego w listopadzie 2006 roku populacja muhafazy liczyła 187 263 mieszkańców, natomiast według szacunków 1 stycznia 2015 roku zamieszkiwało ją 225 416 osób.